# Động Pak Ou

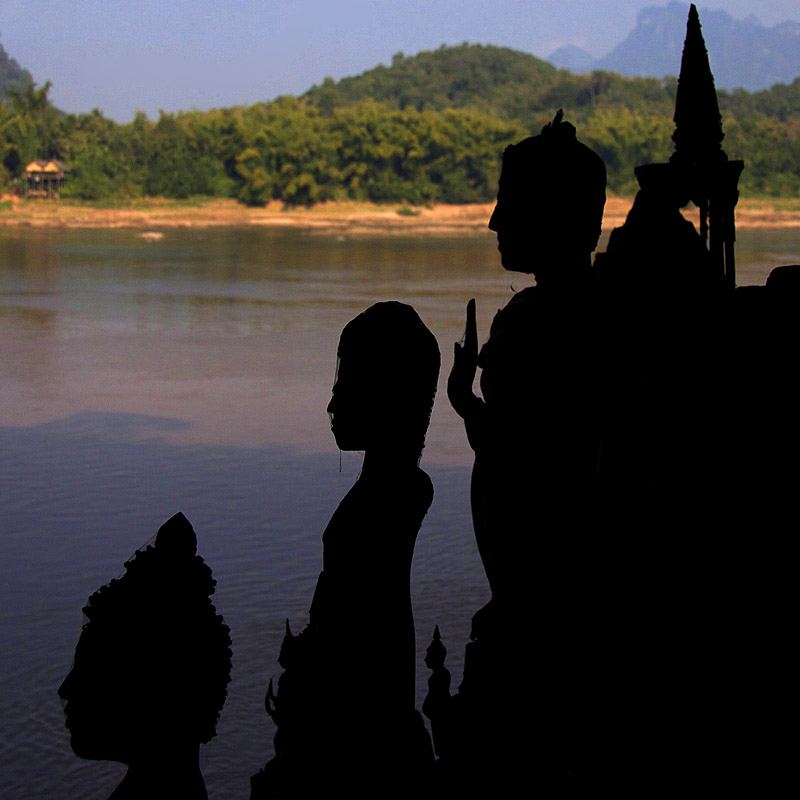
Những pho tượng trong động nhìn ra sông Nam Ou.

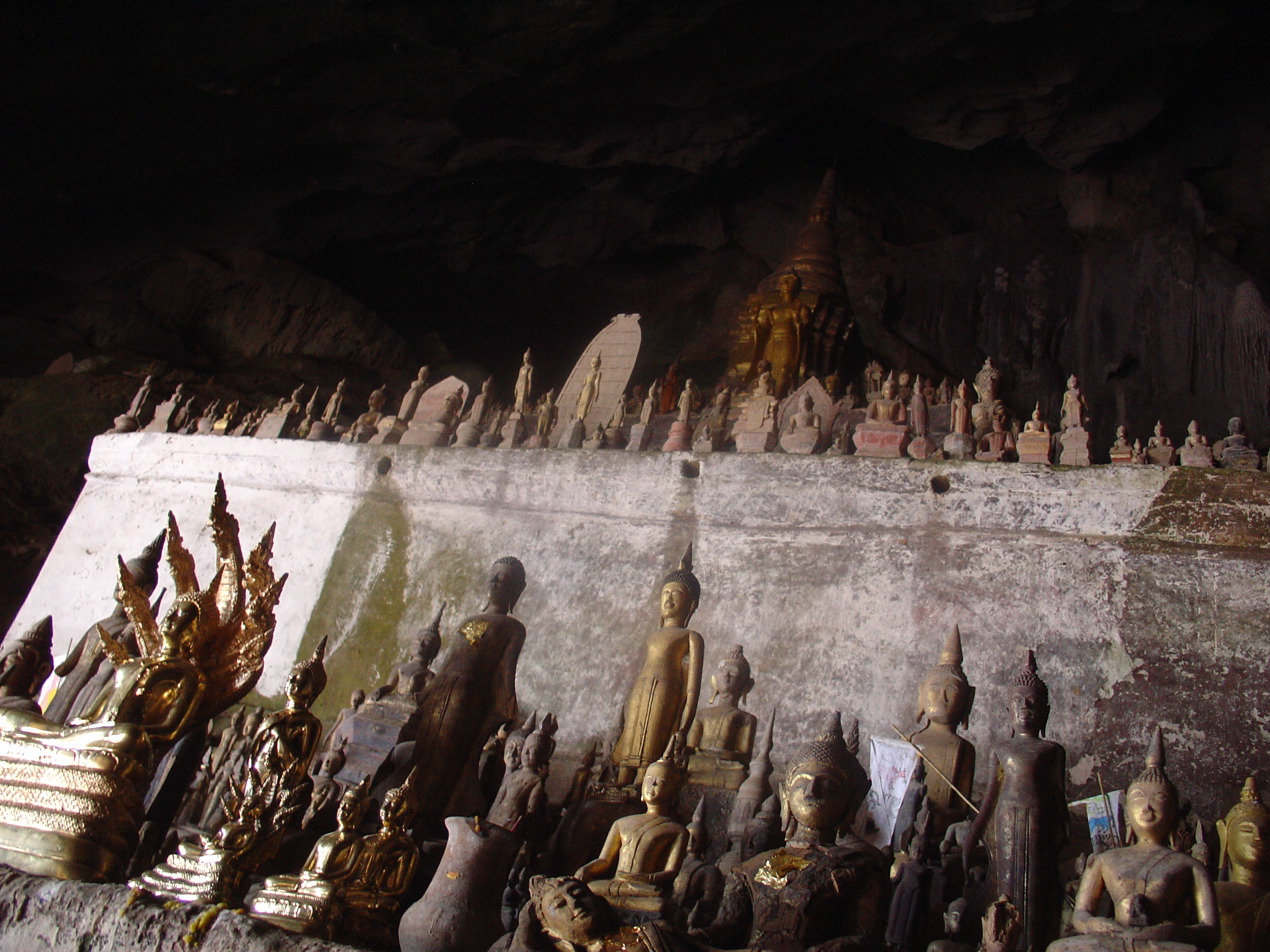
Tượng Phật trong hang

Động Pak Ou (động cửa sông Nam Ou) là các động đá vôi Tham Ting (Động Dưới) và Tham Theung (Động Trên) nằm gần trung tâm Luangprabang thuộc tỉnh Luangprabang của Lào. Các động đẹp này chỉ đến được bằng thuyền, mất khoảng 2 giờ đi từ trung tâm Luangprabang, đã thu hút nhiều du khách đến tham quan. Trong động có những chạm khắc ấn tượng với hơn 4000 pho tượng Phật.

## Phương tiện đến Pak Ou
Đến hang Pak Ou du khách phải đi thuyền ngược dòng Mê Kông khoảng 2 giờ. Vừa đi tham quan Pak Ou, vừa tham quan cảnh vật hai bên dòng sông mekong. Giờ đây, để đến với Pak Ou, du khách có thể đi bằng đường bộ. Pak Ou hay "cửa sông Ou" nơi con sông Nam Ou không có phù sa đổ vào con sông Mekong.
Với giúp đỡ ngân sách của Thụy Điển, khách đã có thể tới Pak Ou bằng đường bộ, qua bản Shang Hay – rất nổi tiếng về làm chum và cất rượu gạo, để tới bản Pak Ou.

## Miêu tả
Hang Pak Ou là tên chỉ chung hai hang Phật: Tam Ting (hang dưới) và Tam Phum (hang trên).
Hang này chứa hơn 4000 tượng Phật cổ có từ hơn 300 năm trước với đủ kích thước và hình dạng do người dân Lào ban đêm chèo thuyền trốn giặc để cất giấu tượng Phật khi kinh đô Luang Prabang bị ngoại xâm.
Francis Garnier
Khi còn thể chế quân chủ, theo truyền thống hàng năm nhà vua đều tới thăm hang Phật vào ngày Tết Pimay (Tết té nước ở Lào) và ở qua đêm trong một ngôi chùa hoàng gia nơi bản Pak Ou. Dân chúng cũng tấp nập dùng ghe thuyền từ Luang Prabang ngược dòng Mae Nam Kong tới hang Pak Ou hành hương, với nghi thức dùng nước hoa thơm tắm Phật.
Từ hang dưới lên hang trên khoàng 200 bậc thang với hàng ngàn bức tượng Phật, có tượng còn nguyên vẹn, có tượng đã sứt mẻ. Có những bức tượng Phật rất to, và cũng có những tượng Phật rất nhỏ nằm rải rác bên trong động.

## Tình trạng
Hang Pak Ou trở thành điểm hành hương nổi tiếng linh thiêng và cũng là điểm tham quan hấp dẫn của du khách khắp mọi nơi.